# Psathyrella gracilis
Espèce
Psathyrella gracilis, de son nom vernaculaire la Psathyrelle gracile, est une espèce de champignons basidiomycètes non comestibles du genre Psathyrella, dans la famille des Psathyrellaceae.
Selon MycoBank, le nom valide serait Psathyrella gracilis (Fr..) Quél., 1872, mais selon Index Fungorum, le nom valide serait Psathyrella corrugis (Pers.) Konrad & Maubl., 1949.

## Nom binomial
Psathyrella gracilis (Fr.) Quél. 1872

### Synonymes
- Agaricus gracilis Fr. 1821 (synonyme)
- Agaricus gracilis var. gracilis Fr. 1821 (synonyme)
- Coprinarius gracilis (Fr.) P. Kumm. 1871 (synonyme)
- Drosophila gracilis (Fr.) Quél. 1888 (synonyme)
- Hypholoma gracile (Fr.) Hongo & Izawa 1994 (synonyme)
- Prunulus gracilis (Fr.) Gray 1821 (synonyme)
- Psathyra gracilis (Fr.) Fr. 1901 (synonyme)
- Psathyrella corrugis f. gracilis (Fr.) Enderle 1987 (synonyme)

## Effet antitumoral
Publié en 1973, il semble qu'il puisse avoir un effet antitumoral.

## Liste des formes
Selon NCBI (28 octobre 2013) :
- forme Psathyrella gracilis' f. corrugis